# 交野市立私市小学校
交野市立私市小学校（かたのしりつ きさいち しょうがっこう）は大阪府交野市にある公立小学校。
1980年に交野市立岩船小学校から分離開校した。

## 沿革
- 1980年 - 開校
- 2011年 - 水飲み場が完成。名前は、「うるおいのいずみ」

## 通学区域
- 交野市 大字私市、私市1丁目～9丁目、私市山手1丁目～5丁目。

卒業生は基本的に交野市立第四中学校に進学する。

## 交通
- 京阪交野線 私市駅